# Thomas Van Den Balck
Thomas Van Den Balck (Brussel, 31 augustus 1982) is een Belgisch hockeyer. 

## Levensloop
Hij speelt voor de Waterloo Ducks en is een verdediger. Hij is de aanvoerder van het nationaal team dat zich knap wist te plaatsen voor de Olympische Spelen van 2008 in Peking, door bij de EK van 2007 in Manchester derde te worden. Uiteindelijk eindigde het Belgisch team op de negende plaats.